# 102 (număr)
102 (o sută doi) este numărul natural care urmează după 101 și precede pe 103.

## În matematică
- Este un număr compus, având divizorii 1, 2, 3, 6, 17, 34, 51, 102.
- Este un număr abundent[2] și un număr semiperfect.[3]
- Este un număr sfenic, fiind produsul a trei numere prime.[4]
- Este suma a patru numere prime consecutive: 102 = 19 + 23 + 29 + 31.
- Este suma funcției lui Euler φ(x) pentru primele 18 numere întregi.
- Este al treilea număr poli-divizibil în baza 10, deoarece: 1 este divizibil cu 1, 10 este divizibil cu 2, iar 102 este divizibil cu 3. Asta presupune că este și un număr harshad.[5]
- Se află între două numere prime gemene, 101 și 103.

## În știință
- Este numărul atomic al nobeliului.[6]

### Astronomie
- NGC 102, o galaxie lenticulară, situată în constelația Balena.
- Messier 102, un obiect din Catalogul Messier care nu a putut fi identificat ulterior cu certitudine.
- 102 Miriam, o planetă minoră (asteroid) din centura principală.
- 102P/Shoemaker (Shoemaker 1), o cometă descoperită de C. Shoemaker și E. Shoemaker.

## Alte domenii
O sută doi se mai poate referi la:
- One Hundred and Two, un cântec de The Judds.